# Hovby socken
Hovby socken i Västergötland ingick i Kinnefjärdings härad, uppgick 1969 i Lidköpings stad och området ingår sedan 1971 i Lidköpings kommun och motsvarar från 2016 Hovby distrikt.
Socknens areal är 66,04 kvadratkilometer varav 65,50 land.  År 2000 fanns här 243 invånare. En del av tätorten Lidköping, Östby kyrkplats samt sockenkyrkan Hovby kyrka ligger i socknen.

## Administrativ historik
Socknen har medeltida ursprung. Östby socken införlivades efter 1546.
Vid kommunreformen 1862 övergick socknens ansvar för de kyrkliga frågorna till Hovby församling och för de borgerliga frågorna bildades Hovby landskommun. Landskommunen uppgick 1952 i Vinninga landskommun som 1969 uppgick i Lidköpings stad som 1971 ombildades till Lidköpings kommun. Församlingen uppgick 2006 i Sävare församling.
1 januari 2016 inrättades distriktet Hovby, med samma omfattning som församlingen hade 1999/2000.  
Socknen har tillhört län, fögderier, tingslag och domsagor enligt vad som beskrivs i artikeln Kinnefjärdings härad. De indelta soldaterna tillhörde Västgöta-Dals regemente, Kållands kompani och Västgöta regemente, Livkompaniet.

## Geografi
Hovby socken ligger söder om Lidköping kring Lidan. Socknen är odlad slättbygd.

## Fornlämningar
Boplatser och lösfynd från stenåldern är funna. Från järnåldern finns ett gravfält.

## Namnet
Namnet skrevs 1347 Hoffby och kommer från kyrkbyn. Efterleden är by, 'gård; by'. Förleden innehåller sannolikt ett ånamn Hoa som innehåller ho, 'ho, träränna'.